# بخش د مار چیکویتا
بخش د مار چیکویتا (به اسپانیایی: Partido de Mar Chiquita) یک منطقهٔ مسکونی در آرژانتین است که در استان بوئنوس آیرس واقع شده‌است. بخش د مار چیکویتا ۳٬۱۱۴ کیلومتر مربع مساحت و ۱۷٬۹۰۸ نفر جمعیت دارد.